# Episodi di Soko 5113 (settima stagione)
La settima stagione della serie televisiva Soko 5113 è stata trasmessa in anteprima in Germania dalla ZDF tra il 3 ottobre 1988 e il 19 dicembre 1988.
| nº | Titolo originale         | Titolo italiano | Prima TV Germania | Prima TV Italia |
| -- | ------------------------ | --------------- | ----------------- | --------------- |
| 1  | Lebensglück              |                 | 3 ottobre 1988    |                 |
| 2  | Niemand ist eiskalt      |                 | 10 ottobre 1988   |                 |
| 3  | Hausbesuche              |                 | 17 ottobre 1988   |                 |
| 4  | Auf freiem Fuß           |                 | 24 ottobre 1988   |                 |
| 5  | Modell San Remo          |                 | 7 novembre 1988   |                 |
| 6  | Autos à la carte         |                 | 14 novembre 1988  |                 |
| 7  | Der Stahlstecher         |                 | 21 novembre 1988  |                 |
| 8  | Meisterschüsse           |                 | 28 novembre 1988  |                 |
| 9  | Trittbrettfahrer         |                 | 5 dicembre 1988   |                 |
| 10 | Eine unvergeßliche Nacht |                 | 12 dicembre 1988  |                 |
| 11 | Tod aus der Retorte      |                 | 19 dicembre 1988  |                 |